# 兵庫県立香住高等学校
兵庫県立香住高等学校（ひょうごけんりつ かすみこうとうがっこう）は、日本の近畿地方北西部の、兵庫県美方郡香美町に所在する県立高等学校。普通科と海洋科学科が設置されている。

## 設置学科
- 普通科 - 1949年（昭和24年）に設置。
- 海洋科学科
  - オーシャンコース - 漁業科（1949年設置）を前身とする。漁業・操船・船舶の仕組みについて学ぶ[1]。
  - アクアコース - 生物や環境に関する知識や技術の修得を目指す[1]。水族館の飼育係や潜水士を育成する。
  - シーフードコース - 水産製造科（1949年設置）を前身とする。食品の調理や加工などについて学ぶ[1]。

## 沿革

### 20世紀前期後半
- 1946年（昭和21年）
  - 2月25日 - 兵庫県立香住水産学校（当校の前身）の設立が認可される[2]。
  - 4月1日 - 開校 / [どこ?]にて、兵庫県立香住水産学校の開校[2]。
  - 5月25日 - 創立 / 兵庫県立香住水産学校が開校記念式を挙行[2]。当校はこの日をもって創立されたものとする。
- 1947年（昭和22年）4月1日 - 学制改革に伴い、兵庫県立香住水産学校併設中学校を設置[2]。
- 1948年（昭和23年）
  - 1月1日 - 現在地（当時の美方郡香美町矢田40-1、現在の美方郡香美町香住区矢田40-1）へ移転[2]。
  - 4月1日 - 兵庫県立香住水産高等学校へと改称[2]。
- 1948年（昭和23年）5月20日 - 漁業実習船「但州丸」の初代 (33.76GT) が当校に配属される[2]。
- 1949年（昭和24年）
  - 4月1日 - 「漁業科」「水産製造科」「普通科」を設置したうえで[2]、兵庫県立水産高等学校へと改称[2]。
  - 5月31日 - 本館（初代）の完成[2]。

### 20世紀後期前半
- 1952年（昭和27年）
  - 2月7日 - 兵庫県立香住高等学校（現在名）へと改称[2]。
  - 4月1日 - 兵庫県立豊岡高等学校定時制課程・香住分校を本校に移管[2]。
  - 7月30日 - 体育館（初代）の完成[2]。
  - 8月25日 - 寄宿舎（初代）の完成[2]。
- 1955年（昭和30年）10月2日 - 創立10周年記念式、および、運動場拡張完成式を挙行[2]。
- 1959年（昭和34年）3月16日 - 漁業実習船「但州丸」の2代目 (65.96GT) が当校に配属される[2]。
- 1962年（昭和37年）10月31日 - 水産実習工場の完成[2]。
- 1963年（昭和38年）
  - 2月3日 - 豪雪により体育館（初代）が倒壊する[2]。
  - 10月23日 - 特別教室棟（鉄筋3階建）の完成[2]。
- 1964年（昭和39年）3月20日 - 体育館（2代目）が講堂を兼ねて新たに完成する[2]。
- 1969年（昭和44年）3月19日 - 漁業実習船「但州丸」の3代目（鋼製、291.93GT）が当校に配属される[2]。
- 1971年（昭和46年）3月31日 - 学校用地7,818平方メートルを取得[2]。

### 20世紀後期後半
- 1976年（昭和51年）
  - 1月14日 - 本館（2代目、鉄筋4階建）の完成[2]。
  - 3月16日 - 小型実習船「しりうす」の初代 (19.61GT) が当校に配属される[2]。
- 1977年（昭和52年）3月31日[2] - 学校から約4キロメートルとかなり離れた香住漁港近くにて、初代に替わる寄宿舎（鉄筋3階建[2]）が完成し、但馬地域外の男子全員が入寮する[3]。なお、女子は学校近くの民家に町の補助を受けて下宿している[3]。同日、部室（ブロック2階建）も完成[2]。
- 1979年（昭和54年）
  - 3月31日 - 定時制課程の廃止[2]。
  - 10月31日 - 格技場、昇降口（鉄筋2階建）の完成[2]。
- 1980年（昭和55年）2月26日 - 漁業実習船「但州丸」の4代目（鋼製、444.18GT）が当校に配属される[2]。
- 1984年（昭和59年）3月30日 - 艇庫の完成[2]。
- 1985年（昭和60年）3月30日 - 魚貝類中間育成センターの完成[2]。
- 1989年（平成元年）8月29日 - プールおよびプール付属棟の完成。
- 1990年（平成2年）4月1日 - 水産製造科の募集を停止し、水産食品科を新設する[2]。
- 1993年（平成5年）3月22日 - 小型実習船「しりうす」の2代目 (19GT) が当校に配属される[2]。
- 1995年（平成7年）3月10日 - 漁業実習船「但州丸」の5代目（鋼製、499GT）が当校に配属される[2]。

### 21世紀前期前半
- 2001年（平成13年）2月28日 - 新しい体育館（3代目）の完成[2]。
- 2007年（平成19年）
  - 4月1日 - 漁業科および水産加工科を募集を停止し、海洋科学科を新設する[2]。
  - 6月1日 - 第132回「気象記念日」にあたるこの日[4]、気象庁が当校の5代目「但州丸」を含む気象庁業績表彰受賞者を表彰する[4]。「但州丸」に関しては、海上気象の観測と報告を長年に亘って続けてきた功績を評価されてのことであった[4]。
- 2009年（平成21年）7月23日 - 当校が、内閣総理大臣賞「海洋立国推進功労者表彰」受賞[2]。
- 2011年度（平成23年度） - 文部科学省より、日本におけるGLOBEプログラム（英語版）の第9期指定校に選ばれる[5]。

- その後、第9期（平成23・24年度）、第10期（平成25年・26年度）、第11期（平成27年・28年度）、第12期（平成29年・30年度）、第13期（令和元年・2年度）と事業を継続。

- 2015年（平成27年）7月11日 - 漁業実習船「但州丸」の6代目（鋼製、358GT）が当校に配属される[2][6]。
- 2019年（令和元年）8月17日[2] - 当校敷地内にて寄宿舎（3代目）「若潮寮」（鉄筋3階建）が完成し、この日、移転が行われる[2]。定員90人で、海洋科学科の全生徒84人（うち女子11人）が入寮[3]。

## 進学連携校方式
第5学区の「進学連携校方式」により、香住第一、香住第二、村岡（村岡区のうち、長瀬、山田、小城、境の区域に限る）、竹野の4校が連携中学校とされ、普通科一般入試では4校以外からの合格者数は募集定員の18パーセント以内に限られる。なお、海洋科学科は進学連携校方式を採用せず、県下全域から出願可能である。

## 設備

### 寄宿舎
当校の寄宿舎は、1952年（昭和27年）8月25日に初めて開設された。遠方に在住の海洋科学科の生徒が通学するための施設であり、その名を「若潮寮（わかしお りょう）」という。当施設は、朝掃除や風呂当番などの寮の仕事や厳しい門限などの規則を厳守する生活を送ることにより忍耐力と協調性を涵養することも目的としている。
1977年（昭和52年）には、老朽化した初代に替わって鉄筋3階建の新舎が完成したが、その立地は学校から約4キロメートルとかなり離れた香住漁港近くであった。若潮寮は男子寮であり、人数の少ない女子には学校近くの民家が下宿として用意され、町の補助を受けて住まわせる体制が採られていた。
2019年（令和元年）になると当校の敷地内に3代目の「若潮寮」（鉄筋3階建）が開設されたが、時代は変わっており、新しい若潮寮は男女とも入寮可能な施設となった。新舎は日本海が眼前に広がる絶好のロケーションを誇る。 

### 船舶
当校に配属された主要な船舶は以下のとおり。同名の船は歴代。なお、漁業実習船とは漁業練習船のこと。実習を主目的とすることからそのように呼ばれている。
- 漁業実習船「但州丸」初代 - 1948年（昭和23年）5月20日配属。鉄船。33.76GT。
- 漁業実習船「但州丸」2代目 - 1959年（昭和34年）3月16日配属。鉄船。65.96GT。
- 漁業実習船「但州丸」3代目 - 1969年（昭和44年）3月19日配属。鋼船。291.93GT。
- 漁業実習船「しりうす」初代 - 1976年（昭和51年）3月16日配属。19.61GT。
- 漁業実習船「但州丸」4代目 - 1980年（昭和55年）2月26日配属。鋼船。444.18GT。
- 漁業実習船「しりうす」2代目 - 1993年（平成5年）3月22日配属。19GT。

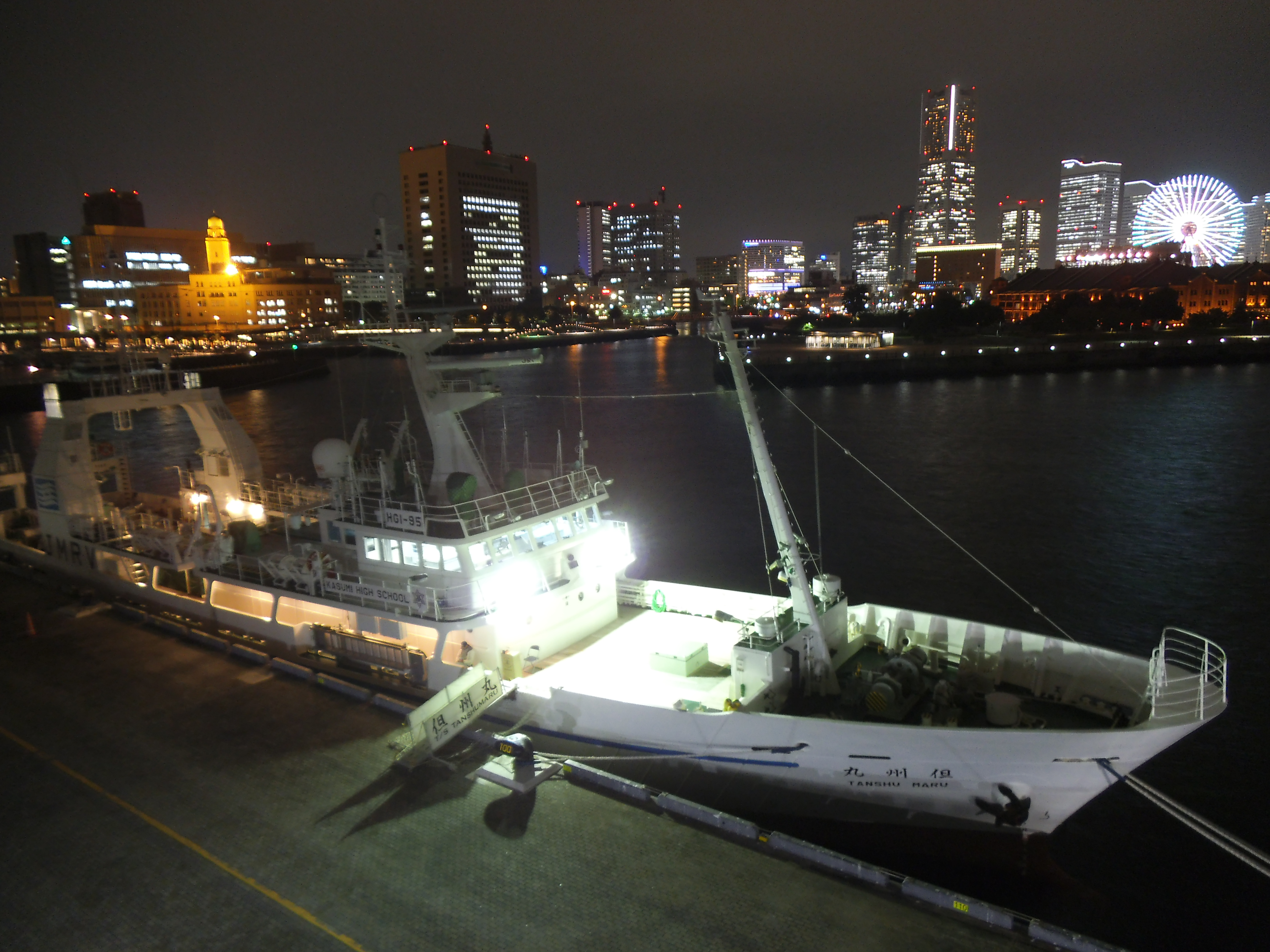
夜の横浜港に寄港している5代目但州丸。6代目の配属が近い2014年に撮影。

- 漁業実習船「但州丸」5代目 [8][9]

鋼船。船形：トロール船。船種：練習船（1995年3月 - 2014年12月）。規模：499GT。IMO: 9115262。MMSI: 422075500。建造地：三保造船所（静岡県静岡市清水区）。
1995年（平成7年）竣工3月。同年同月10日配属。海上気象の観測と報告を長年に亘って続けた功績により、2007年（平成19年）6月1日、気象庁業績表彰を受賞。2014年（平成26年）11月30日、38日間に亘る航海実習から帰港し、これをもって本船は練習船としての歴史に幕を下ろした。本船は19年間で約56万キロメートルを航行し、400人以上の生徒が実習した。
代替わりした後は、漁船として所有者は兵庫県からイランの法人に替わり、船名は「シャムズ112 (Shams 112)」に変わった。以来、現在（2020年12月時点）もマリントラフィック等で見る限りはペルシャ湾などで操業中である。
- 漁業実習船「但州丸」6代目 [11][12][13]

鋼船。船形：トロール船。船種：練習船（2015年7月 - 現役）。規模：358GT。IMO: 9737278。MMSI: 431175000。建造地：新潟造船新潟工場。
2015年（平成27年）1月19日進水。同年3月31日竣工。同年7月11日配属。所有者：兵庫県。

## クラブ活動
当校で活動しているクラブ（部）を列記する。なお、「実績」節では特筆性の高い活動全般について解説する。
剣道部、および、華道部は、2018年に確認した時点では廃部になっている。

### 運動部
- 柔道部
- 空手道部
- 陸上競技部
- ボート部
- 野球部
- 男子バスケットボール部
- 女子バスケットボール部
- 男子バレーボール部
- 女子バレーボール部
- 男子ソフトテニス部
- 女子ソフトテニス部
- バドミントン部
- 男子卓球部

### 文化部
- 吹奏楽部
- 絵画部
- 家庭部
- 華道部（廃部）
- 茶道部
- フォークソング同好会
- ボランティア同好会

### 実績
- 柔道部 - 2007年度（平成19年度｝、県大会出場。
- 空手道部 - 2007年度（平成19年度）、近畿大会出場。
- 陸上競技部 - 2011年度（平成23年度）、第64回兵庫県高等学校陸上競技対校選手権大会で、男子100メートル競走第3位。同じく、全国インターハイ出場。
- 男子ソフトテニス部 - 2011年度（平成23年度｝、近畿大会出場（団体）。

## 制服
男子は普通科と海洋科学科とで制服が違う。

## 関連事象
- 生徒会役員を中心に、毎月、JR香住駅の清掃活動を行っている。
- 海洋科学科の生徒が獲ったマグロなどの販売を行っている。

## ゆかりのある著名人

### 卒業生以外
- 米田忠雄（よねだ ただお[15]）

兵庫県神戸市出身。教諭。担当科目は英語。教師になって最初に赴任したのが当校であり、吹奏楽部の顧問を務めていたが、香美町は「吹奏楽の町」と言うべき町ぐるみで吹奏楽に取り組む地域であった。ここでの感動的体験が、次の赴任先（時期は1997年〈平成9年〉頃）である兵庫県立高砂高等学校のジャズバンド部の躍進ぶりに大きな影響を与えていると、米田は語っている。